# Time (Fleetwood Mac)
Time è il sedicesimo album dei Fleetwood Mac, uscito nel 1995. Il chitarrista Dave Mason e la cantante Bekka Bramlett si uniscono al gruppo per questo unico disco, prima del ritorno di Stevie Nicks e Lindsey Buckingham nel 1997 per l'album live The Dance.
I Fleetwood Mac sembrano ormai al capolinea: in questo album manca la coesione di gruppo (si nota dai crediti, per esempio la McVie non suona nei brani di Mason e viceversa) e l'identità della band (mantenuta solo da Christine mentre Mason interpreta il rock, Bekka Bramlett imita l'assente Stevie Nicks e Burnette vira verso la musica americana, quale ?).

## Formazione
- Billy Burnette - voce e chitarra
- Mick Fleetwood - batteria e percussioni,chitarre e voce nel brano "These strange times"
- John McVie - basso
- Bekka Bramlett - voce
- Christine McVie - voce e tastiera
- Dave Mason - voce e chitarra

con
- Michael Thompson - chitarre nei brani 2,5,8,10,12
- Steve Thoma - tastiere nei brani 3,4,9
- Fred Tackett - tromba nel brano 8
- Lindsey Buckingham - voce nel brano 6
- John Jones - tastiere nel brano 13
- Lucy Fleetwood - voce nel brano 13

## Tracce
1. Talkin' to My Heart - 4:56  (Billy Burnette/Deborah Allen/Rafe Vanhoy) voci Billy Burnette e Bekka Bramlett
2. Hollywood (Some Other Kind of Town) - 5:45  (Christine McVie/Eddy Quintela) voce Christine McVie
3. Blow by Blow - 4:27  (Dave Mason/John Cesario/Mark Holden) voci Dave Mason e Bekka Bramlett
4. Winds of Change - 4:28  (Kit Hain) voci Bekka Bramlett e Christine McVie
5. I Do - 4:28  (Christine McVie/Eddy Quintela) voce Christine McVie
6. Nothing Without You - 3:08  (Delaney Bramlett/Doug Gilmore/Bekka Bramlett) voce Bekka Bramlett, voce aggiunta Lindsey Buckingham
7. Dreamin' the Dream - 3:45  (Bekka Bramlett/Billy Burnette) voce Bekka Bramlett
8. Sooner or Later - 5:41  (Christine McVie/Eddy Quintela) voce Christine McVie
9. I Wonder Why - 4:29  (Dave Mason/Franke Previte/Tom Fuller) voce Dave Mason
10. Nights in Estoril - 4:47  (Christine McVie/Eddy Quintela) voce Christine McVie
11. I Got It In for You - 4:10  (Billy Burnette/Deborah Allen) voci Billy Burnette e Bekka Bramlett
12. All over Again - 3:36  (Christine McVie/Eddy Quintela) voce Christine McVie
13. These Strange Times - 7:07  (Mick Fleetwood/Ray Kennedy) prima voce Mick Fleetwood(parlato), seconde voci Bekka Bramlett e Lucy Fleetwood

## Produttori
- Fleetwood Mac e Richard Dashut: brani 1,4,6,9,11
- Richard Dashut e Christine McVie: brani 2,5,8,10,12
- Dave Mason e Fleetwood Mac: brano 3
- Fleetwood Mac, Richard Dashut e Billy Burnette: brano 7
- John Jones, Mick Fleetwood e Ray Kennedy: brano 13